# الجمعية العربية السعودية للثقافة والفنون
الجمعية العربية السعودية للثقافة والفنون، بدأ تاريخ الجمعية في يوم التاسع عشر من ذي القعدة عام 1393 هـ الموافق 1973 عندما صدر قرار من الإدارة العامة لرعاية الشباب بوزارة العمل والتنمية الاجتماعية - وزارة الموارد البشرية والتنمية الاجتماعية (حاليا) - في المملكة العربية السعودية بمنح الترخيص المبدئي للجمعية باسم الجمعية العربية السعودية للفنون ولمدة عام واحد من تاريخه، وفي عام 1394هـ الموافق 1974، أصبحت الإدارة العامة لرعاية الشباب مؤسسة حكومية ذات شخصية وميزانية مستقلة، ترتبط إداريا بالمجلس الأعلى لرعاية الشباب باسم الرئاسة العامة لرعاية الشباب السعودي، وفي يوم الثاني عشر من ربيع الثاني من عام 1395 هـ الموافق 1975 صدر قرار الأمير فيصل بن فهد بمنح الترخيص النهائي للجمعية العربية السعودية للفنون، وفي عام 1398 هـ الموافق 1978، تم تعديل اسم الجمعية ليكون الجمعية العربية السعودية للفنون والثقافة، وفي العام نفسه صدر قرار من الأمير فيصل بن فهد بتقديم كلمة الثقافة على كلمة الفنون، وذلك لشمولية الثقافة في المعنى والمدلول معاً، وليصبح الاسم كما هو الآن الجمعية العربية السعودية للثقافة والفنون. وفي عام 1440هـ الموافق 2019م تم ضم جمعيات الثقافة والفنون إلى وزارة الثقافة.

## أبرز الأحداث
صدر قرار من الإدارة العامة لرعاية الشباب، وكانت إدارة من ضمن إدارات وزارة العمل والشؤون الاجتماعية آنذاك بمنح ترخيص مبدئي لهذه الجمعية في تاريخ 19/ 11/ 1393هـ لمدة سنة، وقبل نهاية العام صدر قرار بفصل الإدارة العامة لرعاية الشباب لتصبح رئاسة مستقلة ذات ميزانية مستقلة، تحت اسم «الرئاسة العامة لرعاية الشباب»، وفي 12 ربيع الآخر من عام 1394هـ/1974م ترتبط بالمجلس الأعلى لرعاية الشباب، وفي 12 ربيع الآخر 1395هـ/1975م صدر قرار الرئيس العام لرعاية الشباب بمنح الترخيص النهائي للجمعية العربية السعودية للفنون، وفي عام 1398هـ/1978م تم تعديل الاسم بإضافة الثقافة بعد الفنون، على الصيغة التالية«الجمعية العربية السعودية للفنون والثقافة»، وفي العام نفسه صدر قرار بتعديل الاسم وتقديم الثقافة على الفنون لشمولية الثقافة، وأن الفنون جزء من الثقافة، فأصبح الاسم النهائي المعمول به إلى الآن.

## تاريخ أعضاء مجلس الإدارة
- أعضاء مجلس الإدارة الأول من 1393 هـ إلى 1397هـ الموافق 1973 إلى 1977: بدر بن عبد المحسن بن عبد العزيز آل سعود رئيس مجلس الإدارة، طارق عبد الحكيم نائب الرئيس، عبد العزيز الحماد سكرتير الجمعية، ناصر بن جريد مسؤول العلاقات العامة، محمد عبد الرحمن الشعلان أمين الصندوق، أحمد عبد الله السعد عضو.
- أعضاء مجلس الإدارة الثاني من 1397 هـ إلى 1427 هـ الموافق 1977 إلى 2009: محمد بن أحمد الشدي رئيس مجلس الإدارة، يوسف الحميدان نائب الرئيس، عبد الله الجار الله سكرتير ثم مساعد رئيس مجلس الإدارة، سعود زبيدي عضو، إبراهيم الحمدان عضو ومشرف على النشاط المسرحي، حمزة بشير ضو ومشرف على النشاط الموسيقي، عبد الحليم رضوي عضو ومدير لفرع الجمعية بجدة، محمد السليم عضو، عمر العبيدي عضو ومدير لفرع الجمعية بالأحساء، سراج عمر عضو ومشرف على فروع الجمعية بالمنطقة الغربية، أحمد عبد الله السعد عضو.
- أعضاء مجلس الإدارة الثالث اعتبارا من 1427 هـ الموافق 2006: يوسف بن أحمد العثيمين رئيس مجلس الإدارة رئيس الجمعية، محمد بن سعد الشويعر عضو مجلس الإدارة، محمد بن صالح الرصيص عضو وأمين مجلس الإدارة، سعد بن عبد الله الصويان عضو مجلس الإدارة، معجب الزهراني عضو مجلس الإدارة، محمد بن ناصر القويز عضو مجلس الإدارة، راشد الشمراني عضو مجلس الإدارة، صالح بن حسن آل زاير عضو مجلس الإدارة، حمزة محمد البشر عضو مجلس الإدارة، عبد الله عبد الكريم الشيخ عضو مجلس الإدارة، محمد بن عبد الله العثيم عضو مجلس الإدارة، طه بن محمد الصبان عضو مجلس الإدارة.
- أعضاء مجلس الإدارة الرابع اعتبارا من 1438 هـ الموافق 2017: عمر السيف رئيسا للجمعية، وعضوية كل من: نائب الرئيس أسامة القحطاني، وأسماء الدخيل، وأمل التميمي، وتوفيق الزايدي، وعبد العزيز السماعيل، وعبد الله الحيدري، وفهد الحوشاني، والدكتور نايف الثقيل، وهناء العمير.

## أهداف الجمعية
- الارتقاء بمستوى الثقافة والفنون بالمملكة العربية السعودية.
- رعاية الأدباء والفنانين السعوديين والعمل على رفع مستواهم الثقافي والفني والاجتماعي وتأمين مستقبلهم وتوجيههم لما يخدم مجتمعهم.
- تبني المواهب الشابة وإتاحة الفرص أمامها لإبراز تفوقها ونبوغها في ظل الإشراف والتوجيه لتصبح حصيلتها داخل إطار ملتزم بالقيم والأصالة.
- تمثيل المملكة في كل عمل من شأنه الارتقاء بالثقافة والفنون على المستويين العربي والعالمي، لمتابعة حركتيهما والتنسيق معهما.[4]

## فروع الجمعية
منذ تأسيس الجمعية بمركزها الرئيس بمدينة الرياض وحتى الآن أصبح لها اثني عشر فرعا في مختلف مدن المملكة العربية السعودية وهي كتالي: فرع جدة تأسس في 1394 هـ الموافق 1974، فرع المدينة المنورة تأسس في 1408 هـ الموافق 1988، فرع الأحساء تأسس في 1395 هـ الموافق 1975، فرع حائل تأسس في 1413 هـ الموافق 1992، فرع الدمام تأسس في 1398 هـ الموافق 1977، فرع الباحة تأسس في 1415 هـ الموافق 1994، فرع الطائف تأسس في 1399 هـ الموافق 1979، فرع جازان تأسس في 1421 هـ الموافق 2001، فرع أبها تأسس في 1399 هـ الموافق 1981، فرع تبوك تأسس في 1425 هـ الموافق 2004، فرع القصيم تأسس في 1404 هـ الموافق 1984، فرع نجران تأسس في 1427 هـ الموافق 2007.

## لجان الجمعية وتاريخها
خلال السنوات العشر الأولى من عمر الجمعية كان هناك سبع لجان هي اللجنة الثقافية ولجنة الفنون المسرحية ولجنة الفنون التشكيلية ولجنة الفنون الشعبية ولجنة الموسيقى والغناء ولجنة الإعلام والنشر ولجنة التوجيه الفني. وبعد تشكيل هذه اللجان بوقت قصير حصل تعديل طفيف على عدد اللجان وبعض مسمياتها لتصبح ثمان لجان هي اللجنة الثقافية ولجنة الفنون المسرحية ولجنة الفنون التشكيلية ولجنة التراث والفنون الشعبية ولجنة الإنشاد ولجنة الإعلام والنشر ولجنة التصوير الضوئي ونادي القصة السعودي. وبعد تشكيل مجلس الإدارة الثالث في عام 1427 هـ الموافق 2006 حصل تعديل جديد على اللجان ومسمياتها لتصبح خمس لجان هي لجنة الفنون المسرحية ولجنة الفنون التشكيلية والخط العربي ولجنة التراث والفنون الشعبية والموسيقية ولجنة التصوير الضوئي واللجنة النسائية.

### معهد «ثقّف»
استثماراً للمكانة التي تحتلها الجمعية العربية السعودية للثقافة والفنون في المملكة العربية السعودية، ووجود عدد من المؤشرات للاستثمار في مجال الفنون كإقبال السعودية على السينما والمسرح والاستفادة من رؤية المملكة 2030، وسعيا للتميز والارتقاء بجودة الفنون في مختلف أنواعها من خلال التدريب، جاءت فكرة تأسيس مركز للتدريب بالجمعية العربية للثقافة والفنون، وهو مركز يعنى بالتدريب على مهارات الثقافة الفنون وتحويلها إلى منتج مهاري استثماري.

#### موجهات المشروع
- ضمان شراكات مجتمعية مع المؤسسات العامة والخاصة، وتدريب منسوبيها في مجالات الفنون.
- تطوير المهارات الفنية والارتقاء بالأداء من داخل الجمعية العربية إلى خارجها.
- توظيف التقنية بجميع أشكالها، وتهيئة بيئة تدريبية محفزة للارتقاء بالثقافة والفنون.

### مركز تنظيم
مركز إدارة البرامج والفعاليات «مركز تنظيم» هو إحدى مبادرات الجمعية التطويرية والاستثمارية في مجال تصميم وإدارة البرامج والفعاليات بمختلف تصنيفاتها مع التركيز على إنتاج البرامج والفعاليات في قطاع الثقافة والفنون. يعمل المركز على استثمار مخزون الجمعية من المحتوى والموارد وتطويرها لإنتاج برامج وفعاليات نوعية من خلال آليات ومعايير عالمية يتم تطبيقها على مراحل تدريجية لإنماء ثقافة الإدارة ومعايير الجودة لتقديم تجربة مفيدة وممتعة للمستفيدين من البرامج والفعاليات على مستوى المملكة. تقوم خطة التنفيذ للمركز على توظيف طاقم إداري يقوم بتصميم وتطوير آليات العمل لموارد الجمعية على مستوى المملكة في نطاق إدارة الخدمات الإبداعية وخدمات العملاء وإدارة المشاريع. يؤمن المركز في الابتكار وإيجاد الحلول الإبداعية لتطوير صناعة البرامج والفعاليات وبالتحديد في استخدام التكنولوجيا المتقدمة على جميع الأصعدة سواء لتطوير آليات تصميم أو تنفيذ المشاريع والتي تركز - من الغير الحصر - على استغلال التكنولوجيا لإنتاج محتوى الفعاليات وتطوير أنماطها إضافة إلى تحصيل معلومات العمليات والمخرجات لإنتاج أدلة الخرائط الثقافية في مدن المملكة إضافة إلى مؤشرات قياس الأداء.

#### آلية العمل
يعمل المركز ضمن عدة آليات هيكلية تعمل بشكل متوازي بالأسلوب الوظيفي والإسناد لإدارة المشاريع والتي يتم تطويرها بشكل مستمر حيث يهدف المركز إلى إدارة حصة من استثمارات الإنفاق الحكومي على قطاع الثقافة والفنون وتقديم المنتجات الثقافية النوعية للحصول على فرص التمويل من القطاع الخاص للمساهمة المجتمعية، إضافة إلى تقديم البرامج والفعاليات التجارية التي تستهدف إنفاق الأفراد. ويقوم مركز تنظيم بتنفيذ حزمة متنوعة من المشاريع ويمتاز بشكل محدد في إدارة وتنفيذ المشاريع واسعة النطاق وذلك من خلال إدارة حسابات العملاء والتصميم الإبداعي وتطوير استراتيجيات المشاريع ومنتجاتها، وإدارة التوريد لموارد المحتوى والمواهب الإبداعية إضافة إلى إدارة تنفيذ الإنتاج للبرامج والفعاليات.

### برنامج سفير الثقافة والفنون
برنامج سفير الثقافة والفنون هو برنامج يقوم على استقطاب المميزين من ثلاث فئات:
1. طلبة الجامعات السعودية.
2. الطلبة المبتعثين.
3. المشاهير من أصحاب المحتوى المميز.

بحيث تمنح الجمعية العربية السعودية للثقافة والفنون لقب سفير الثقافة والفنون لمن يقع عليهم الاختيار ليمثلوا الجمعية ورسالتها في أماكن تواجدهم. ويحصل السفراء على العديد من المميزات.